# Scolecithricella spinacantha
Scolecithricella spinacantha is een eenoogkreeftjessoort uit de familie van de Scolecitrichidae. De wetenschappelijke naam van de soort is voor het eerst geldig gepubliceerd in 1945 door Wilson C.B..